# Revenja
Revenja fou un film creat per la conjunció Rastar-NewWorld Pictures el 1990. És una cinta del gènere drama-policial-terror protagonitzada per Kevin Costner, Anthony Quinn, Madeleine Stowe, Miguel Ferrer i Sally Kirkland. Fou dirigida per l'aclamat Tony Scott. Ha estat doblada al català.
Revenge és un film ambiciós de Tony Scott en la qual assoleix ajuntar en la pantalla a estrelles del cinema del moment com Kevin Costner (Ballant amb llops), Madeleine Stowe (L'últim Mohicà) amb el consagrat del cinema clàssic Anthony Quinn, en un film mixt de cort dramàtic. Algunes escenes són filmades en Puerto Vallarta (Mèxic).
El film tingué un cost de $US 10.000.000 i solament va produir $US 15.000.000 a pesar de l'elenc participant a causa d'una mala promoció i crítiques negatives.

## Argument
Michael J. "Jay" Cochran (Kevin Costner) és un pilot Top Gun que després de 12 anys de servei decideix prendre's un període de vacances i meditar el seu retir. Cochran viatja a Mèxic, puerto Vallarta en resposta a una invitació d'un vell amic dit Tibby (Tiburon) Mendez (Anthony Quinn) perquè ho visite en la seua hisenda.
A l'arribar coneix accidentalment a la jove esposa de Mendez (Madeleine Stowe) qui ho ajuda a orientar-se. A l'arribar a la hisenda Cochran s'adona que el seu amic té una gran hisenda a tot luxe custodiada per guardians i empleats al seu servei.
Tibby és aparentment un ric hisendat molt donat als plaers de la vida i sempre envoltat d'un aura maligna, però que està en gratitud amb Cochran per haver-li salvat la vida alguna vegada.
Cochran gaudeix de l'amistat i el retrobament amb Tibby i a més li presenta al seu bella esposa Miryea (Madeleine Stowe). Cochran adverteix que la diferència d'edat és evident en la parella que aparentment és feliç, a pesar de no tenir xiquets.
Mentre està en la hisenda, Cochran intima amb Miryea i s'estableix un vincle secret entre ells a esquena de Tibby i aquest s'adona que aquesta bella dona no és feliç en el seu matrimoni a causa de l'edat de Tibby, l'absència de xiquets i per fets foscs del seu marit.
Miryea acorrala subtilment a Cochran fins que assoleix establir una intimitat adúltera amb ell.
Prompte Cochran s'adona que trepitja terreny perillós i Tibby mostrarà el seu costat fosc a l'assabentar-se de la relació entre la seua esposa i el seu millor amic. Cochran i Miryea decideixen anar-se a una cabanya d'aquest situada en la frontera, per a això Miryea addueix anar de visita a Miami on una amiga; el que no sap Miryea és que Tibby està assabentat de tot gràcies als telèfons intervinguts. Una vegada arribats allà ambdós donen regna solta a la seua passió i quan arriba la nit la cabanya és irrompuda per perdonavides a sou de Tibby, qui brinden una sobirana pallissa a Cochran mentre Tibby desfigura el rostre de Miryea amb un ganivet. Tibby decideix no matar a Cochran pel deute de vida que tenia amb el, però Jay queda fet un parrac. Miryea és "obsequiada" a un dels perdonavides amb la promesa que siga venuda a una casa de prostitució de la frontera, cosa que és realitzada.
Jay Cochran assoleix recuperar-se amb l'ajuda d'un amic i prompte comença a indagar la sort correguda per Miryea, elimina als perdonavides que ho van humiliar; però no pot situar a Miryea pel que decideix enfrontar a Tibby. El final és inesperat.

## Repartiment
- Kevin Costner: Michael J. "Jay" Cochran
- Anthony Quinn: Tiburon "Tibby" Mendez
- Madeleine Stowe: Miryea Mendez
- Miguel Ferrer: Amador
- John Leguizamo: cosí Ignacio
- Tomás Milián: Cesar
- James Gammon: Tejano
- Jesse Corti: Madero
- Sally Kirkland: Estrela de Rock